# Suécia nos Jogos Olímpicos de Verão da Juventude de 2010
A Suécia participou dos Jogos Olímpicos de Verão da Juventude de 2010 em Cingapura. Sua delegação foi composta de 15 atletas que competiram em oito esportes. O país conquistou duas medalha de ouro e três de bronze, todas obtidas por garotas.

## Medalhistas
| Medalha | Nome               | Esporte             | Evento                       | Data         |
| ------- | ------------------ | ------------------- | ---------------------------- | ------------ |
| Ouro    | Angelica Bengtsson | Atletismo           | Salto com vara feminino      | 21 de agosto |
| Ouro    | Khadijatou Sagnia  | Atletismo           | Salto triplo feminino        | 23 de agosto |
| Bronze  | Jennifer Ågren     | Taekwondo           | Até 55 kg feminino           | 17 de agosto |
| Bronze  | Heidi Schmidt      | Atletismo           | Arremesso de disco feminino  | 21 de agosto |
| Bronze  | Jonna Adlerteg     | Ginástica artística | Barras assimétricas feminino | 21 de agosto |

## Atletismo
| Evento                      | Atleta                 | Qualificação | Qualificação | Final     | Final        |
| Evento                      | Atleta                 | Resultado    | Posição      | Resultado | Posição      |
| --------------------------- | ---------------------- | ------------ | ------------ | --------- | ------------ |
| Salto com vara feminino     | Angelica Bengtsson     | 3,90         | 2º           | 4,30      | [ 3 ]        |
| Arremesso de disco feminino | Heidi Schmidt          | 47,20        | 3º           | 47,57     | [ 5 ]        |
| Salto triplo feminino       | Khadijatou Sagnia      | 13,21        | 1º           | 13,56     | [ 7 ]        |
| Salto com vara masculino    | Melker Svärd Jacobsson | 4,70         | 2º           | 4,85      | 4º (Final A) |
| Arremesso de peso masculino | Oscar Vestlund         | 17,68        | 14º          | 18,93     | 2º (Final B) |

## Badminton
| Evento            | Atleta            | Fase de grupos | Fase de grupos                         | Fase de grupos                          | Fase de grupos                            | Fase de grupos | Quartas-de-final | Semifinais  | Final       | Pos. final |
| Evento            | Atleta            | Grupo          | 1ª rodada                              | 2ª rodada                               | 3ª rodada                                 | Pos.           | Quartas-de-final | Semifinais  | Final       | Pos. final |
| ----------------- | ----------------- | -------------- | -------------------------------------- | --------------------------------------- | ----------------------------------------- | -------------- | ---------------- | ----------- | ----------- | ---------- |
| Simples masculino | Mikael Westerbäck | E              | DEN Flemming Quach D 0-2 (20-22, 9-21) | JOR Mohammad Qaddoum V 2-0 (21-4, 21-9) | THA Pisit Poodchalat D 0-2 (13-21, 11-21) | 3º             | Não avançou      | Não avançou | Não avançou | --         |

## Ginástica artística
| Atleta         | Evento                       | Qualificação | Qualificação | Final por aparelhos | Final por aparelhos | Final individual geral | Final individual geral | Final individual geral | Final individual geral | Final individual geral | Final individual geral |
| Atleta         | Evento                       | Result.      | Pos.         | Result.             | Pos.                | Barras assimétricas    | Trave                  | Solo                   | Salto                  | Total                  | Pos.                   |
| -------------- | ---------------------------- | ------------ | ------------ | ------------------- | ------------------- | ---------------------- | ---------------------- | ---------------------- | ---------------------- | ---------------------- | ---------------------- |
| Jonna Adlerteg | Salto feminino               | 13.400       | 18º          | Não avançou         | Não avançou         |                        |                        |                        |                        |                        |                        |
| Jonna Adlerteg | Barras assimétricas feminino | 13.350       | 7º           | 13.550              | Medalha de bronze   |                        |                        |                        |                        |                        |                        |
| Jonna Adlerteg | Trave feminino               | 13.600       | 8º           | 11.850              | 8º                  |                        |                        |                        |                        |                        |                        |
| Jonna Adlerteg | Solo feminino                | 13.250       | 5º           | 13.275              | 7º                  |                        |                        |                        |                        |                        |                        |
| Jonna Adlerteg | Individual geral feminino    | 53.600       | 9º           |                     |                     | 13.250                 | 12.550                 | 13.150                 | 13.650                 | 52.600                 | 10º                    |

## Natação
| Evento                   | Atleta                 | Qualificação | Qualificação | Semifinais  | Semifinais  | Final       | Final       |             |             |
| Evento                   | Atleta                 | Resultado    | Posição      | Resultado   | Posição     | Resultado   | Posição     |             |             |
| ------------------------ | ---------------------- | ------------ | ------------ | ----------- | ----------- | ----------- | ----------- | ----------- | ----------- |
| 200 m livre masculino    | Gustav Aberg Lejdstrom | 1:54.25      | 20º (6º q4)  |             |             | Não avançou | Não avançou |             |             |
| 400 m livre masculino    | Gustav Aberg Lejdstrom | 4:01.03      | 10º (3º q3)  |             |             | Não avançou | Não avançou | Não avançou | Não avançou |
| 100 m costas feminino    | Ida Lingborg           | 1:04.17      | 5º (2º q3)   | 1:03.99     | 6º (4º sf2) | 1:03.60     | 6º          |             |             |
| 200 m costas feminino    | Ida Lingborg           | 2:21.26      | 20º (7º q4)  |             |             | Não avançou | Não avançou |             |             |
| 50 m livre feminino      | Lovisa Eriksson        | 26.41        | 6º (2º q8)   | 26.32       | 8º (4º sf1) | 25.96       | 5º          |             |             |
| 50 m costas feminino     | Lovisa Eriksson        | 29.71        | 3º (2º q3)   | 29.82       | 4º (2º sf2) | Desistiu    | --          |             |             |
| 100 m costas feminino    | Lovisa Eriksson        | 1:04.10      | 4º (1º q4)   | 1:03.48     | 4º (2º sf1) | 1:03.40     | 5º          |             |             |
| 50 m borboleta feminino  | Lovisa Eriksson        | 27.44        | 2º (1º q1)   | 27.27       | 3º (1º sf1) | 27.55       | 6º          |             |             |
| 100 m borboleta feminino | Lovisa Eriksson        | 1:01.24      | 5º (3º q4)   | Desistiu    | --          | Não avançou | Não avançou |             |             |
| 50 m livre masculino     | Mans Hjelm             | 24.01        | 18º (5º q5)  | Não avançou | Não avançou | Não avançou | Não avançou |             |             |
| 100 m livre masculino    | Mans Hjelm             | 53.31        | 25º (7º q6)  | Não avançou | Não avançou | Não avançou | Não avançou |             |             |
| 50 m costas masculino    | Mans Hjelm             |              |              | 27.23       | 9º (4º sf2) | Não avançou | Não avançou |             |             |
| 100 m costas masculino   | Mans Hjelm             | 59.08        | 20º (8º q4)  | Não avançou | Não avançou | Não avançou | Não avançou |             |             |
| 200 m costas masculino   | Mans Hjelm             | Não largou   | -- (-- q1)   |             |             | Não avançou | Não avançou |             |             |
| 200 m medley masculino   | Mans Hjelm             | 2:09.81      | 21º (6º q3)  |             |             | Não avançou | Não avançou |             |             |

## Remo
| Evento                 | Atleta        | Elim.   | Elim.       | Repescagem | Repescagem  | Semifinais | Semifinais   | Final   | Final        |
| Evento                 | Atleta        | Tempo   | Pos.        | Tempo      | Pos.        | Tempo      | Pos.         | Tempo   | Pos.         |
| ---------------------- | ------------- | ------- | ----------- | ---------- | ----------- | ---------- | ------------ | ------- | ------------ |
| Skiff simples feminino | Ebba Sundberg | 4:01.24 | 4º (bat. 2) | 4:15.77    | 4º (rep. 1) | 4:15.63    | 2º (sf C/D2) | 4:17.39 | 6º (Final C) |

## Taekwondo
| Evento             | Atleta         | 1ª rodada    | Quartas-de-final                                 | Semifinais           | Final       | Pos. final        |
| ------------------ | -------------- | ------------ | ------------------------------------------------ | -------------------- | ----------- | ----------------- |
| Até 55 kg feminino | Jennifer Ågren | Sem oponente | SEN Ndeye Coumba Diop V Oponente desclassificada | GBR Jade Jones D 0-4 | Não avançou | Medalha de bronze |

## Tênis de mesa
| Evento            | Atleta                                                    | Preliminares | Preliminares | Preliminares | 2ª fase                     | 2ª fase | 2ª fase                     | Quartas-de-final                                             | Semifinais    | Final         | Pos. final |
| Evento            | Atleta                                                    | Grupo        | Confrontos | Pos.         | Grupo                       | Confrontos | Pos.                        | Quartas-de-final                                             | Semifinais    | Final         | Pos. final |
| ----------------- | --------------------------------------------------------- | ------------ | --- | ------------ | --------------------------- | --- | --------------------------- | ------------------------------------------------------------ | ------------- | ------------- | ---------- |
| Simples masculino | Hampus Soderlund                                          | D            | PAR Axel Gavilán V 3-2 (14-12, 9-11, 11-2, 9-11, 11-6) CRO Luka Fučec V 3-0 (13-11, 11-7, 11-6) MRI Warren Li Kam Wa V 3-0 (11-6, 11-9, 11-5) | 1º           | DD                          | SIN Zhe Yu Clarence Chew D 1-3 (11-9, 6-11, 9-11, 6-11) NGR Ojo Onaolapo V 3-0 (11-6, 11-7, 11-4) AUT Stefan Leitgeb V 3-0 (11-7, 11-7, 11-7) | 1º                          | HUN Tamás Lakatos D 2-4 (7-11, 3-11, 11-4, 8-11, 11-1, 4-11) | Não avançou   | Não avançou   | 6º         |
| Equipes mistas    | Hampus Soderlund e ROU Bernadette Szocs (Equipe Europa 1) | C            | Europa 4 V 2-1 (3-0, 1-3, 3-1) Europa 3 V 2-1 (3-0, 2-3, 3-1) África 2 V 3-0 (3-0, 3-1, 3-0)                                                  | 1º           | BRA Brasil V 2-0 (3-1, 3-1) | BRA Brasil V 2-0 (3-1, 3-1) | BRA Brasil V 2-0 (3-1, 3-1) | PRK Coreia do Norte D 1-2 (2-3, 3-0, 2-3)                    | Não avançaram | Não avançaram | 5º         |

## Triatlo
| Evento              | Triatleta                                         | Natação | Transição 1 | Ciclismo | Transição 2 | Corrida | Tempo total | Pos. |
| ------------------- | ------------------------------------------------- | ------- | ----------- | -------- | ----------- | ------- | ----------- | ---- |
| Individual feminino | Annie Thoren                                      | 9:31    | 0:35        | 32:10    | 0:27        | 21:52   | 1:04:35.16  | 15º  |
| Revezamento         | Annie Thoren (como integrante da equipe Europa 4) |         |             |          |             |         | 1:22:54.12  | 7º   |